# Eupalamus ferrugineus
Eupalamus ferrugineus är en stekelart som först beskrevs av Cameron 1901.  Eupalamus ferrugineus ingår i släktet Eupalamus och familjen brokparasitsteklar. Inga underarter finns listade i Catalogue of Life.